# Faith in the Future
Albums de Louis Tomlinson
Walls
Faith in the Future est le second album du chanteur britannique Louis Tomlinson, sorti le 11 novembre 2022 sous le label BMG.

## Contexte
Après la sortie de son premier album Walls, Tomlinson confirme en juillet 2020 qu'il travaille sur son deuxième album et déclare en août 2022 avoir terminé l'album,. Lors de l'annonce, il écrit :  « Je suis tellement excité de vous dire que mon nouvel album Faith In the Future sort le 11 novembre 2022. Après avoir vécu avec cet album pendant un certain temps, j'ai hâte que vous l'écoutiez tous. Merci de me permettre de faire la musique que je veux faire ».
Tomlinson a également déclaré qu'il a beaucoup plus apprécié le processus d'enregistrement que sur son premier album.
Une édition deluxe du CD comprend deux chansons supplémentaires, Headline et Holding On to Heartache.
Le 29 septembre 2022, le chanteur fait une apparition sur le podcast Zach Sang Show du DJ américain Zach Sang, où il explique comment Faith in the Future est devenu le titre de l'album : « Pendant le confinement, pour une raison quelconque, cette phrase s'est retrouvée sur mes genoux et elle m'a parlé d'une certaine manière. Je voulais que cet album soit plus porteur d'espoir que le précédent, et je pense que c'est grâce à cette déclaration. Il y a environ 9 mois, j'ai publié cette phrase sur mes réseaux sociaux, sans contexte, et j'ai senti qu'il y avait une sorte de magie autour de cette phrase, alors j'ai en quelque sorte construit l'album autour d'elle ».

## Pistes
| Edition standard | Edition standard                 | Edition standard                                        | Edition standard | Edition standard | Edition standard | Edition standard | Edition standard | Edition standard | Edition standard |
| No               | Titre                            | Producteurs                                             | Durée            |                  |                  |                  |                  |                  |                  |
| ---------------- | -------------------------------- | ------------------------------------------------------- | ---------------- | ---------------- | ---------------- | ---------------- | ---------------- | ---------------- | ---------------- |
| 1.               | The Greatest                     | McMorrow, J Moon, Ball, Dan Grech-Marguerat, John Foyle | 3:01             |                  |                  |                  |                  |                  |                  |
| 2.               | Written All Over Your Face       | Red Triangle                                            | 2:40             |                  |                  |                  |                  |                  |                  |
| 3.               | Bigger Than Me                   | Mike Crossey                                            | 3:41             |                  |                  |                  |                  |                  |                  |
| 4.               | Lucky Again                      | Mike Crossey                                            | 3:27             |                  |                  |                  |                  |                  |                  |
| 5.               | Face the Music                   | Red Triangle                                            | 2:48             |                  |                  |                  |                  |                  |                  |
| 6.               | Chicago                          | Red Triangle                                            | 3:52             |                  |                  |                  |                  |                  |                  |
| 7.               | Common People                    | McMorrow, J Moon, Ball                                  | 2:58             |                  |                  |                  |                  |                  |                  |
| 8.               | Out of My System                 | Rebscher                                                | 2:17             |                  |                  |                  |                  |                  |                  |
| 9.               | Angels Fly                       | Red Triangle                                            | 3:37             |                  |                  |                  |                  |                  |                  |
| 10.              | Saturdays                        | Cross                                                   | 4:24             |                  |                  |                  |                  |                  |                  |
| 11.              | Silver Tongues                   | Cross                                                   | 3:25             |                  |                  |                  |                  |                  |                  |
| 12.              | She Is Beauty We Are World Class | Cross                                                   | 3:39             |                  |                  |                  |                  |                  |                  |
| 13.              | All This Time                    | McMorrow, J Moon, Ball                                  | 2:55             |                  |                  |                  |                  |                  |                  |
| 14.              | That's the Way Love Goes         | Red Triangle                                            | 2:30             |                  |                  |                  |                  |                  |                  |
| 45:14            |                                  |                                                         |                  |                  |                  |                  |                  |                  |                  |